# Live Undead
Live Undead — концертный альбом американской трэш-метал-группы Slayer, вышедший в 1984 году.
На диске представлена живая запись, сыгранная в студии перед небольшим количеством фанатов. Альбом издан на Metal Blade Records в 1984 году.

## Список композиций
Оригинальный релиз
| №  | Название                 | Текст песни    | Музыка         | Длительность |
| -- | ------------------------ | -------------- | -------------- | ------------ |
| 1. | «Black Magic»            | Кинг           | Ханнеман, Кинг | 3:57         |
| 2. | «Die by the Sword»       | Ханнеман       | Ханнеман       | 4:03         |
| 3. | «Captor of Sin»          | Ханнеман, Кинг | Ханнеман, Кинг | 3:32         |
| 4. | «The Antichrist»         | Ханнеман       | Ханнеман, Кинг | 3:13         |
| 5. | «Evil Has No Boundaries» | Ханнеман, Кинг | Кинг           | 2:58         |
| 6. | «Show No Mercy»          | Кинг           | Кинг           | 3:02         |
| 7. | «Aggressive Perfector»   | Ханнеман, Кинг | Ханнеман, Кинг | 2:29         |

Bonus tracks
| №  | Название           | Автор(ы)       | Длительность |
| -- | ------------------ | -------------- | ------------ |
| 8. | «Chemical Warfare» | Ханнеман, Кинг | 6:02         |

Bonus tracks (re-release)
Переиздание с EP Haunting the Chapel.
| №   | Название               | Автор(ы)       | Длительность |
| --- | ---------------------- | -------------- | ------------ |
| 8.  | «Chemical Warfare»     | Ханнеман, Кинг | 6:02         |
| 9.  | «Captor of Sin»        | Ханнеман, Кинг | 3:29         |
| 10. | «Haunting the Chapel»  | Ханнеман, Кинг | 3:56         |
| 11. | «Aggressive Perfector» | Ханнеман, Кинг | 3:28         |

## Участники записи
- Том Арайа — бас-гитара, вокал
- Джефф Ханнеман — гитара
- Керри Кинг — гитара
- Дэйв Ломбардо — ударные